# Hải Dương (phường)
Phường Hải Dương là một phường thuộc thành phố Hải Phòng.

## Địa lý
Phường Hải Dương có vị trí địa lý:
- Phía bắc giáp phường Thành Đông và phường Nam Đồng.
- Phía nam giáp phường Tân Hưng.
- Phía đông giáp phường Nam Đồng.
- Phía tây giáp phường Thành Đông và phường Lê Thanh Nghị.

## Lịch sử
Địa bàn phường Hải Dương trước đây thuộc thành phố Hải Dương, tỉnh Hải Dương.
Ngày 12 tháng 6 năm 2025, Quốc hội ban hành Nghị quyết số 202/2025/QH15 về việc sắp xếp đơn vị hành chính cấp tỉnh (nghị quyết có hiệu lực từ ngày 12 tháng 6 năm 2025). Theo đó, sáp nhập tỉnh Hải Dương vào thành phố Hải Phòng. Khu vực thành lập phường Hải Dương thuộc thành phố Hải Phòng.
Ngày 16 tháng 6 năm 2025, Ủy ban Thường vụ Quốc hội bàn hành Nghị quyết sắp xếp các đơn vị hành chính cấp xã thuộc thành phố Hải Phòng năm 2025. Theo đó, sắp xếp toàn bộ diện tích tự nhiên, quy mô dân số của các phường Trần Hưng Đạo, Nhị Châu, Ngọc Châu, Quang Trung thành phường mới có tên gọi là phường Hải Dương.
Căn cứ theo đề án sắp xếp đơn vị hành chính cấp xã của thành phố Hải Phòng năm 2025, phường Hải Dương được thành lập từ:
- Toàn bộ diện tích tự nhiên là 3,17 km², quy mô dân số là 8.768 người của phường Nhị Châu;
- Toàn bộ diện tích tự nhiên là 1,94 km², quy mô dân số là 20.371 người của phường Ngọc Châu;
- Toàn bộ diện tích tự nhiên là 1,04 km², quy mô dân số là 16.997 người của phường Quang Trung;
- Toàn bộ diện tích tự nhiên là 0,36 km², quy mô dân số là 5.386 người của phường Trần Hưng Đạo.

Phường Hải Dương có diện tích tự nhiên là 6,51 km² (đạt 118,36% so với tiêu chuẩn) và quy mô dân số là 51.522 người (đạt 245,34% so với tiêu chuẩn).
Về tên gọi, phường Hải Dương kế thừa tên gọi của thành phố Hải Dương và tỉnh Hải Dương trước kia.